# Janusz Odrowąż
Janusz Odrowąż, właśc. Janusz Wiśniewski (ur. 27 stycznia 1914 w Warszawie, zm. 25 grudnia 1984 tamże) – polski literat, satyryk, autor tekstów piosenek.
Debiutował przed II wojną światową współpracą z pismami satyrycznymi, którą kontynuował po wojnie. W latach 1945–1949 opiekun literacki i dostawca tekstów dla zespołu rewelersów „4 Asy”. Jednocześnie (1946–1949) prowadził w Warszawie kabaret literacki „Kukułka”. W latach 50. i 60. napisał wiele popularnych piosenek, współpracując głównie z kompozytorami Wiesławem Machanem, Romualdem Żylińskim i Zygmuntem Karasińskim. Wiele jego tekstów nagradzanych było na festiwalach piosenki polskiej w Opolu, m.in. Toast opolski czy Staropolskim obyczajem. Autor librett komedii muzycznych: Wielka przygoda i Atomowy rower (muzyka obu Wiesław Machan).

## Piosenki (wybór)
- Letnia przygoda (muz. Jerzy Boczkowski – 1939)
- Polka regionalna (muz. trad. – 1945)
- Bal na Targówku (muz. Adam Markiewicz – 1946)
- Nasza ulica (muz. Olgierd Straszyński – 1946)
- Skończył się sen (muz. Wiesław Machan – 1954)
- Jadę do ciebie tramwajem (muz. Zbigniew Kurtycz – 1955)
- A my się całujemy (muz. Marek Sart – 1956)
- W Arizonie (muz. Wiesław Machan – 1956)
- Flirt z zegarynką (muz. Jerzy Abratowski – 1957)
- Zdejm pantofelki (muz. Jerzy Abratowski – 1957)
- Serduszko puka w rytmie cha-cha (muz. Romuald Żyliński – 1957)
- Pewien uśmiech (muz. Ryszard Sielicki – 1957)
- Bolero (muz. Paul Durand – 1957)
- Cowboy Jim (muz. Romuald Żyliński – 1958)
- Cza-cza (muz. Romuald Żyliński – 1958)
- Gdzie jest mój dom (muz. Nina Pilchowska – 1958)
- To był żart (muz. Ryszard Sielicki – 1958)
- Rogaliki na śniadanie (muz. Zygmunt Karasiński – 1958)
- Pikulina (muz. Wiktor Stryjkowski – 1958)
- Wyspa miłości (muz. Romuald Żyliński – 1958)
- Bambu Kalambu (muz. Jerzy Abratowski – 1959)
- Niespełnione szczęście (muz. Romuald Żyliński – 1959)
- Nim zamknę drzwi (muz. Wojciech Piętowski – 1959)
- Romantyczny śledź (muz. Zygmunt Karasiński – 1959)
- Upiłam się radością (muz. Zygmunt Karasiński – 1959)
- Wakacje (muz. Marek Sart – 1960)
- Nieśmiały pierwszy śnieg (muz. Wiesław Machan – 1960)
- Piosenka przy goleniu (muz. Romuald Żyliński – 1962)
- Piosenka z pieskiem (muz. Zygmunt Karasiński – 1963)
- Raz na ludowo (muz. Marek Sart – 1964)
- Ona ma 20 lat (muz. Marek Sart – 1964)
- Bądź dla mnie miły (muz. Władysław Rossa – 1965)
- Całujmy się (muz. Romuald Żyliński – 1965)
- Gdybym był hodowcą drobiu (muz. Romuald Żyliński – 1965)
- Toast opolski (muz. Zygmunt Karasiński – 1965 – nagrodzona na III KFPP w Opolu 1965)
- Skąd dziurki w serze (muz. Bogdan Kezik – 1965)
- Dziadzio i wnuczek (muz. Bogdan Kezik –  )
- Jedź na urlop sam (muz. Bohdan Kezik – 1973)
- Słoneczni abstynenci (muz. Bohdan Kezik – 1974)
- Obok nas (muz. Wojciech Piętowski – 1967)
- Spróbujmy jeszcze raz (muz. Wojciech Piętowski – 1968)
- Wszystkiego najlepszego (muz. Romuald Żyliński – 1969)
- Słońce w kapeluszu (muz. Marek Sart – 1971)
- Rumba Havana (muz. Władysław Pawelec – 1971)
- Kto nas pokocha (muz. Marek Sewen – 1973)
- Polskie niebo (muz. Romuald Żyliński – 1973)
- Toast serdeczny (muz. Adam Skorupka – 1973)
- Walczyk dla niepalących (muz. Romuald Żyliński – 1973)
- Staropolskim obyczajem (muz. Włodzimierz Kruszyński i Adam Skorupka – 1974 – nagrodzona na KFPP w Opolu – 1974)
- Gdzie ten świat młodych lat (muz. Adam Skorupka)
- Miasteczko (muz. Marian Manc)
- Naucz mnie córeczko (muz. Marek Sart)
- Pieseczki, koteczki (muz. Wiesław Machan)
- Za to wszystko, co przed nami (muz. Adam Skorupka)